# شرشور مخملي القلنسوة
شرشور مخملي القلنسوة أو طائر القلنسوة المخملية (الاسم العلمي: Catamblyrhynchus diadema)، طائر من فصيلة التناجر وهو العضو الوحيد في جنس Catamblyrhynchus.
موطنه أمريكا الجنوبية